# Budelse Brouwerij

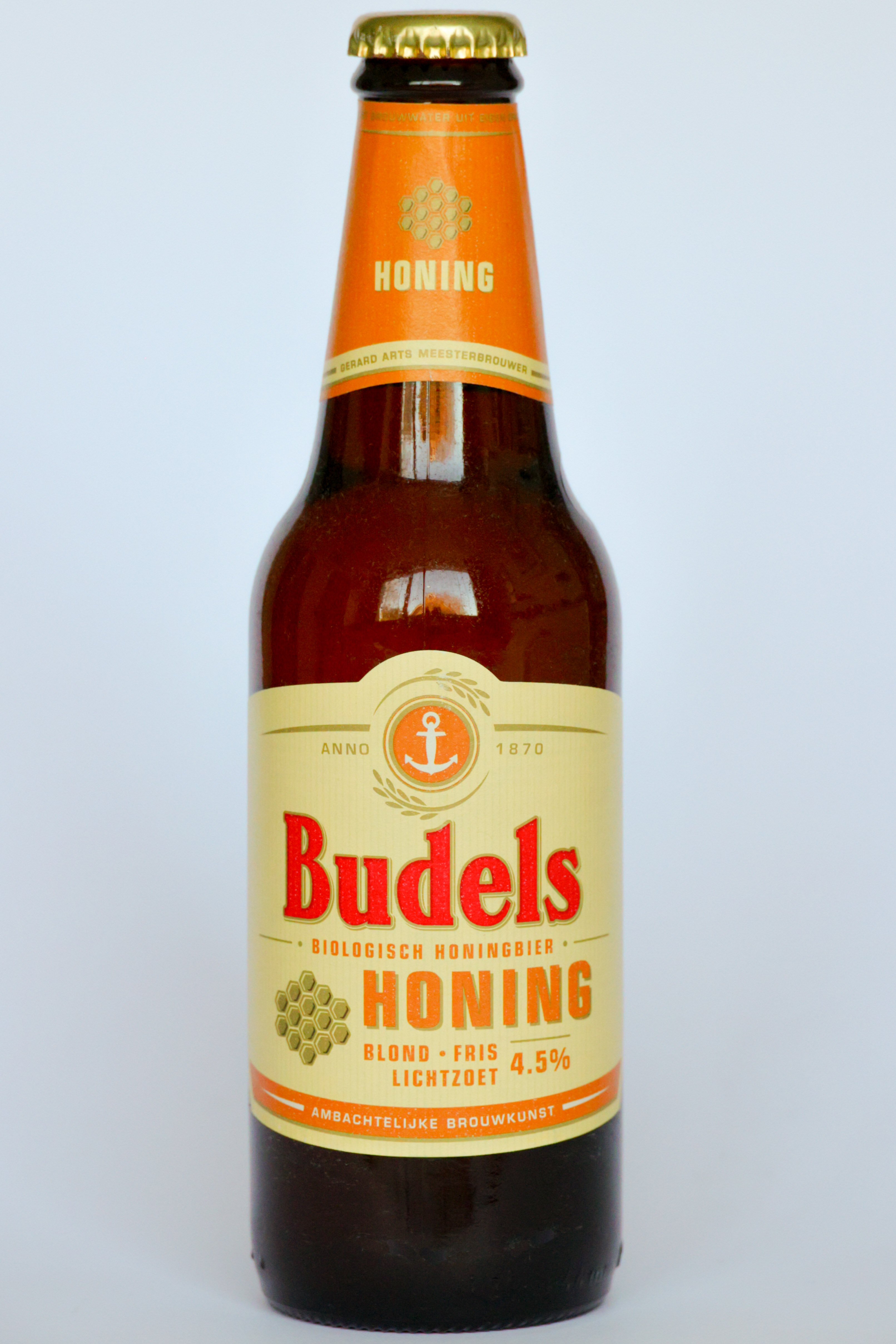
Budels Honingbier

De Budelse Brouwerij is een Nederlandse brouwerij in Budel, een plaats die tegenwoordig valt onder de Noord-Brabantse gemeente Cranendonck. Het is een onafhankelijke en zelfstandige familiebrouwerij van de familie Arts. Ze werd opgericht in 1870 onder de naam De Hoop.

## Geschiedenis
Zoals overal, was het brouwen van bier een huisnijverheid die in ieder dorp op meerdere plaatsen beoefend werd. Registraties uit de eerste helft van de negentiende eeuw maakten melding van enkele bedrijven die iets groter waren. Met name de brouwer Johannes Alexander Rutten was een voorname Budelse ingezetene die zelfs van 1853 tot zijn dood in 1899 burgemeester van Budel is geweest. Ook andere leden van deze familie hadden bestuurlijke functies, zoals die van gemeentesecretaris. Johannes' zoon Godefridus nam in 1899 de brouwerij en het burgemeestersambt over, dat hij bekleedde tot zijn dood in 1910. In 1917 werden de activiteiten van deze brouwerij gestaakt.
Andere voorname families wilden deze machtsconcentratie breken. In 1870 werd te Budel een concurrerende brouwerij opgericht door Gerardus Arts. Dit was brouwerij De Hoop, verbonden met de invloedrijke familie Maas, omdat Gerardus in 1870 met Anna Maria Maas was gehuwd. Gerardus Arts kwam uit Oss en was onder meer in de leer geweest bij brouwerij De Kroon te Oirschot.
In 1879 kwam de IJzeren Rijn gereed en werd te Budel-Schoot een spoorwegstation geopend. Gerard Arts begon een hotel-café-restaurant te exploiteren, het Brouwershuis genaamd. Toen mede door de oprichting van de Budelse zinkfabriek het inwoneraantal ging stijgen, werd in 1899 een derde brouwerij opgericht, die van A.J. de Winkel, later geleid door Nelissen. Alle drie de brouwerijen waren eenvoudige bedrijfjes met minder dan tien medewerkers.
De mechanisering en de overgang op laag-gistend pilsener deed ondertussen vele brouwerijen verdwijnen, en andere werden gedwongen tot investeren. De gevolgen van de Eerste Wereldoorlog deden ze dan alsnog de das om. Zo verdwenen de concurrenten Rutten en Nelissen beide in het jaar 1917.
Brouwerij De Hoop begon pas in 1921 met mechanisatie door de aanschaf van een benzinemotor en in 1926, toen de elektriciteitsvoorziening met krachtstroom op gang kwam, een elektromotor. Veel grotere investeringen vonden plaats na 1930, nadat nog vele andere Brabantse concurrenten uitgeschakeld waren. Nog steeds was De Hoop een klein bedrijf. Sedert 1922 werd ook limonade en frisdrank geproduceerd.
De Budelse Brouwerij is, ondanks de schaalvergroting in de brouwerswereld, klein gebleven. Hoewel ze in 1964 in een naamloze vennootschap en in 1972 in een besloten vennootschap werd omgezet, is het een zelfstandig familiebedrijf, met slechts een tiental medewerkers.
De Budelse Brouwerij was in 1999 de eerste Nederlandse brouwerij die biologisch bier op de markt bracht. Anno 2024 brouwt het bedrijf 15 biologische biersoorten.
De producten worden verkocht onder de merknaam 'Budels'. Het anker in het beeldmerk refereert aan de oorspronkelijke naam 'De Hoop'.
Sinds het 150-jarig bestaan in 2020 is het bedrijf hofleverancier.

## Biersoorten
- Budels Pilsener: kwaliteitspilsener, ambachtelijk gebrouwen volgens familiereceptuur (alcoholpercentage 5%).
- Budels Bio Pilsener: biologische kwaliteitspilsener, volgens familietraditie gebrouwen uit geheel biologische grondstoffen (alcoholpercentage 5%).
- Budels Oud Bruin: gebrouwen uit donker gebrand mout (alcoholpercentage 3,5%).
- Budels 0.0% Malt: biologisch en van aparte gisting en milde hopgift (alcoholvrij bier).
- Budels 0.0% Malty Dark: biologisch en donker alcoholvrij bier.
- Batavier: bier van hoge gisting (alcoholpercentage 5%).
- Witte Parel: biologisch witbier met koriander en citrusschillen (alcoholpercentage 5%).
- Witte Parel: biologisch 0.0% witbier met koriander en citrusschillen (alcoholvrij bier).
- Capucijn: blond abdijbier, gebrouwen ter ere van de Franse kapucijnen, deze orde was van 1882 tot 1891 gevestigd in een klooster met kapel te Budel (alcoholpercentage 6,5%).
- Budels Goudblond: blond bier gebrouwen van gerstemout, Hallertauer- en Saazerhop (alcoholpercentage 6%).
- Budels Blond 4,7%: blond bier (alcoholpercentage 4,7%).
- Budels Kolos: bovengistend bier met koriander (alcoholpercentage 7,5%).
- Budels Zware Dobber: biologisch bovengistend bier, gebrouwen met gerstemout en hop van biologische oorsprong (alcoholpercentage 8,5%).
- Budels Lentebock: seizoensbier (alcoholpercentage 6,5%).
- Budels Herfstbock: ondergistend bier met Münchenermout (alcoholpercentage 6,5%).
- Budels Pilsener Bio: biologisch, gebrouwen met biologische grondstoffen (alcoholpercentage 5%).
- Budels Honing: biologisch bier, gebrouwen uit ecologische grondstoffen gerst, hop en honing (alcoholpercentage 4,5%).
- Budels Radler: biologische mixdrank van Budels Bio bier en biologisch citroensap (alcoholpercentage 2,2%).
- Budels 0,0% Radler: biologische mixdrank van Budels 0,0% Malt en biologisch citroensap (alcoholvrij bier)
- Budels Weizen: biologisch tarwebier van Duitse oorsprong (alcoholpercentage 5%).
- Budels Golden Ale: blond bier, waarbij tijdens de lagering extra hop is toegevoegd (alcoholpercentage 6%).
- Budels IPA: IPA, gebrouwen met onder andere de dryhopped 'Willamette' (alcoholpercentage 7%).
- Budels Ongefilterd: ongefilterde pils, direct uit de lagertank gebotteld (alcoholpercentage 5%).
- Budels White Gose: biologisch tarwebier, licht zuur van smaak met accenten van citrus en koriander (alcoholpercentage 4,5%).
- Budels Hopped 0.0%: biologisch alcoholvrij bier, kruidig en subtiel hoppig van karakter (alcoholvrij bier).